# Stewartia micrantha
Stewartia micrantha är en tvåhjärtbladig växtart som först beskrevs av Woon Young Chun, och fick sitt nu gällande namn av Joseph Robert Sealy. Stewartia micrantha ingår i släktet Stewartia och familjen Theaceae. Inga underarter finns listade i Catalogue of Life.